# Hinnskivling
Hinnskivling (Bolbitius reticulatus) är en svampart som först beskrevs av Christiaan Hendrik Persoon, och fick sitt nu gällande namn av Ricken 1915. Hinnskivling ingår i släktet Bolbitius och familjen Bolbitiaceae.  Arten är reproducerande i Sverige. Inga underarter finns listade i Catalogue of Life.